# Vinícius Barrivieira
Vinícius Barriviera, mais conhecido como Vinícius (Marechal Cândido Rondon, 19 de Julho de 1985), é um futebolista brasileiro que atua como goleiro. Atualmente está aposentado. Seu último clube foi o Mixto

## Carreira
Revelado pelo Atlético-PR passou uma década no clube, se profissionalizando em 2005. Teve bons momentos nas temporadas 2008 e 2009. Em fevereiro de 2010, foi confirmado como reforço do Vitória por empréstimo para a temporada.
Em agosto de 2010 foi emprestado ao Litex, da Bulgária, sagrando-se campeão nacional na temporada 2010/2011 sendo o goleiro menos vazado da competição.
Em dezembro de 2011 voltou ao Atlético-PR.

## Títulos
Atlético Paranaense
- Dallas Cup: 2004
- Campeonato Paranaense: 2005 e 2009

Vitória
- Campeonato Baiano: 2010

Litex Lovech
- Campeonato Búlgaro: 2010/2011

### Outras Conquistas
Atlético Paranaense
- Challenger Brazil/USA: 2009[3]